# 艾瑞克·卡門
艾瑞克·霍華德·卡門（英語：Eric Howard Carmen，1949年8月11日—2024年3月）是一位美國創作歌手和多樂器演奏家。他是Raspberries樂隊的主唱，並與其合作錄製了熱門歌曲《Go All the Way》和四張專輯。他於 1975 年開始單飛生涯，並憑藉“All by Myself”、“Never Gonna Fall in Love Again”、“She Did It”、“Hungry Eyes”和“Make Me Lose Control”獲得全球成功。